# Swartzia nuda
Swartzia nuda är en ärtväxtart som beskrevs av Robert Walter Schery. Swartzia nuda ingår i släktet Swartzia och familjen ärtväxter. IUCN kategoriserar arten globalt som starkt hotad. Inga underarter finns listade i Catalogue of Life.